# Мађарски језик
Мађарски језик (мађ. magyar nyelv) је језик који припада угарској подгрупи угро-финских језика који су део уралских језика. Једини слични језици су хантијски и мансијски. Њиме говори 14,5 милиона људи.
Мађарски је службени језик Мађарске, један од шест службених језика Аутономне Покрајине Војводине (Србија), као и службени језик на локалном нивоу у деловима Румуније (Трансилванија) и Републике Словеније (околина места Лендава, у источној Словенији). Поред тога, мађарски се говори и у деловима Словачке, Украјине, Хрватске и Аустрије, али у њима не ужива статус службеног језика. Пошто је мађарски језик службени језик Мађарске, он је истовремено и један од службених језика Европске уније.
Мађарски језик специфичан је по томе да има велики број падежа (лингвисти се не слажу око тачног броја, али сматра се да их има барем 18, остале сматрају изузецима, којих има много), што га чини прилично компликованим за учење. Именица  која значи кућа поприма облик  у значењу из куће,  у значењу у кући,  у значењу у кућу,  у значењу са куће или „о кући“, házon у значењу до куће, házra у значењу према кући, итд. Ово је типично за аглутинативне језике, као што је и мађарски. У мађарском школству се ни не користе падежи, него други системи анализе језика.
Комплексности мађарске граматике доприноси и чињеница да мађарски не познаје глагол имати. Ја имам се на мађарском језику исказује са nekem van, што у дословном преводу значи мени постоји.
Глаголи се конјугирају у зависности од тога, да ли имају комплиментаран објекат или не.  значи Ја видим (нешто), али Látom a könyvet значи Ја видим књигу.
Мађарски језик има пуно заједничких речи са српским, а много речи су и један и други језик преузели из турског и немачког језика. Тако се на мађарском папуча каже , кључ је kulcs, сто (астал) је asztal, итд. Има примера да је мађарски језик позајмио словенске речи као kovács, али има и мађарских речи у српском језику, као што је то на пример ашов.

## Особине

### Писмо
Мађарски се пише прилагођеном латиницом, у коју су додати знакови:
- за кратке самогласнике: ö и ü;
- за дуге самогласнике: á, é, í, ó, ő, ú, и ű;
- слова q, x и w се обично не користе, осим код писања страних имена.

Одређени двослови (cs, gy, ly, ny, sz, ty и zs) представљају један глас.

### Гласови
Мађарски поседује вокалну хармонију, тј. самогласници у суфиксима се мењају зависно од самогласника у корену.

### Граматика
Мађарски је аглутинативни језик, што значи да се користи великим бројем суфикса који се разликују од падежа до падежа. Велики број падежа (језикословци се не слажу око тачног броја, али сматра се да их има барем 24) чини мађарски језик врло сложеним за учење. Именица  која значи кућа поприма облик  у значењу из куће,  у значењу у кући,  у значењу у кућу,  у значењу с куће или о кући, házon у значењу на кући, házra у значењу на кућу, итд.
Сложености мађарске граматике доприноси и чињеница да мађарски не познаје глагол имати. Ја имам се на мађарском језику исказује с nekem van, што у дословном преводу значи мени је.
Глаголи се конјугирају зависно од тога имају ли одређен објект или не.  значи Ја видим (уопштено)), али Látom a könyvet значи Ја видим књигу.
Још неке карактеристике мађарског:
- именице и заменице немају рода (ő значи он или она)
- личне заменице се обично изостављају
- постоје одређени и неодређени члан
- нагласак је фиксиран на првом слогу, уз могућност секундарног нагласка у дужим речима
- ред речи је углавном слободан

### Речник
Мађарски језик има доста заједничких речи са српскохрватским, а много је и заједничких турцизама. Тако се на мађарском папуча каже , кључ је kulcs итд.

## Читање и фонетика

### Самогласници
- a: [ɒ]
- á: [аː]
- e: [ɛ]
- é: [eː]
- i: [i]
- í: [iː]
- o: [o]
- ó: [oː]
- ö: [ø]
- ő: [øː]
- u: [u]
- ú: [uː]
- ü: [y]
- ű: [yː]

### Сугласници
- c: [t͡s]
- cs, ts: [t͡ʃ]
- dzs: [d͡ʒ]
- gy, dj: [ɟ]
- j, ly, lj: [j]
- ny: [ɲ]
- r, lr: [r]
- s: [ʃ]
- sz: [s]
- ty, tj: [c]
- zs: [ʒ]

Треба рећи да s и sz дају различите гласове. Дакле, s даје глас ш, односно [ʃ], док sz даје глас с, односно [s].

### Звучни гласови пре безвучног сугласника
Гласови пре безвучног сугласника се читају као:
- b: [p]
- g: [k]
- d: [t]
- v: [f]
- z: [s]
- zs: [ʃ]
- dzs: [t͡ʃ]
- dz: [t͡s]
- gy, dj: [c]

Безвучни сугласници у мађарском, али и у српском су: [p], [t], [k], [s], [ʃ], [t͡ʃ], [f], [h] и [t͡s]. Мађарски такође поседује безвучни глас [c].

### Безвучни гласови пре звучног сугласника
Гласови пре безвучног сугласника се читају као:
- p: [b]
- k: [g]
- t: [d]
- f: [v]
- sz: [z]
- s: [ʒ]
- cs: [d͡ʒ]
- c, ts: [d͡z]
- ty, tj: [ɟ]

Звучни сугласници у мађарском, али и у српском су: [b], [d], [g], [z], [ʒ], [d͡ʒ] и [d͡z]. Мађарски такође поседује звучни глас [ɟ].
Остала слова и гласови, сем ових у правилу читања, читају се као и у српском.

## Сличности са српским и другим словенским језицима
Сличности са српским и другим словенским језицима су знатно високе и приметне. 
| Мађарска реч                        | Превод             | Словенски језик на који та реч личи                             |
| ----------------------------------- | ------------------ | --------------------------------------------------------------- |
| gomba                               | печурка            | бугарски, чешки, словачки, словеначки                           |
| kovács                              | ковач              | сви                                                             |
| papucs                              | папуча             |                                                                 |
| kulcs                               | кључ               |                                                                 |
| Németország                         | Немачка            | сви (сем руског, белоруског, бугарског и македонског)           |
| német                               | немачки            | сви (сем македонског)                                           |
| sport                               | спорт              | сви                                                             |
| Magyarország                        | Мађарска           | српскохрватски, словеначки, чешки, словачки                     |
| magyar                              | мађарски           | српскохрватски, словеначки, чешки, словачки                     |
| bicikli                             | бицикл             | сви (сем руског, белоруског, украјинског и бугарског)           |
| Horvátország                        | Хрватска           |                                                                 |
| horvát                              | хрватски           |                                                                 |
| kukorica                            | кукуруз            | сви (сем бугарског и македонског)                               |
| kolbász                             | кобасица           | сви (сем бугарског)                                             |
| kosárlabda                          | кошарка            | српскохрватски, македонски, словеначки                          |
| macska                              | мачка              | српскохрватски, македонски, словеначки, словачки                |
| utca                                | улица              | сви                                                             |
| kocka                               | коцка              |                                                                 |
| paradicsom                          | парадајз           | српскохрватски, словеначки                                      |
| uborka                              | краставац          | руски, украјински, белоруски, пољски, чешки, словачки           |
| narancs                             | наранџа, поморанџа | српскохрватски                                                  |
| medve                               | медвед             | сви                                                             |
| káposzta                            | купус              | сви (сем бугарског, македонског, чешког и словеначког)          |
| szerda                              | среда              | сви                                                             |
| csütörök                            | четвртак           | сви                                                             |
| péntek                              | петак              | сви                                                             |
| szürke                              | сив                | сви                                                             |
| cipő                                | ципела             | српскохрватски                                                  |
| dinnye (иако преузета преко турског | диња               | руски, украјински, белоруски, српскохрватски, македонски, чешки |

## Мапе
- Мађарски језик у Војводини (попис из 1921)
- Мађарски језик у Војводини (попис из 1931)
- Мађарски језик у Војводини (попис из 2002)
- Општине у Војводини у којима је мађарски језик у службеној употреби (подаци из 2003)
- Подручја у Трансилванији у којима је мађарски ко-службени језик (у овим подручјима више од 20% становништва су Мађари)

## Пример текста
Члан 1 Универзалне декларације о људским правима
```
Minden ember szabad és egyenlő méltósággal válik
született. Ésszel és lelkiismerettel vannak felruházva,
és a testvériség szellemében bánjanak egymással.
```

### Курсеви
- Szita, Szilvia; Pelcz, Katalin (2013). MagyarOK.: A1+. Kötet. Pécsi Tudományegyetem. ISBN 978-963-7178-68-9..
- Rounds, Carol H.; Sólyom, Erika (2002). Colloquial Hungarian: The Complete Course for Beginners. London; New York: Routledge. ISBN 978-0-415-24258-5..
- Pontifex, Zsuzsa (1993). Hungarian: A Complete Course for Beginners. Chicago: NTC/Contemporary Publishing. ISBN 978-0-340-56286-4..
- Hlavacska, Edit (1996). Magyar nyelvkönyv. Debreceni Nyári Egyetem. ISBN 978-963-472-083-6.
- Hungarolingua 2 – Magyar nyelvkönyv. Hlavacska, Edit; et al. Debreceni Nyári Egyetem. Hlavacska, Edit; Hoffmann, István (2001). Hungarolingua 3: Magyar nyelvkönyv : Haladóknak. Debreceni Nyári Egyetem. ISBN 978-963-03-6698-4.
- Hungarolingua 3 – Magyar nyelvkönyv. Hlavacska, Edit; et al. Debreceni Nyári Egyetem. Hlavacska, Edit (1999). Magyar nyelvkönyv. Debreceni Nyári Egyetem. ISBN 978-963-472-083-6.
- "NTC's Hungarian and English Dictionary" by Magay and Kiss.  978-0-8442-4968-1. (You may be able to find a newer edition also. This one is 1996)

### Граматике
- Szita, Szilvia; Görbe, Tamás (2009). Gyakorló magyar nyelvtan / A Practical Hungarian grammar. Akadémia Kiadó. ISBN 978-963-05-8703-7. (2009, 2010). Szita Szilvia, Görbe Tamás. Budapest: Akadémiai Kiadó. .
- Keresztes, László (1999). A practical Hungarian grammar. Debreceni Nyári Egyetem. ISBN 978-963-472-300-4.. (3rd, rev. ed.). Keresztes, László Debrecen: Debreceni Nyári Egyetem. .
- Simplified Grammar of the Hungarian Language (1882). Ignatius Singer. London: Trübner & Co.
- Törkenczy, Miklós (2002). Practical Hungarian grammar: [a compact guide to the basics of Hungarian grammar]. Corvina. ISBN 978-963-13-5131-6.. Törkenczy, Miklós Budapest: Corvina. .
- Hungarian verbs and essentials of grammar: a practical guide to the mastery of Hungarian Hungarian Verbs and Essentials of Grammar: A Practical Guide to the Mastery of Hungarian (2nd изд.). Passport Books. 1999. ISBN 978-963-13-4778-4.. Törkenczy, Miklós Budapest: Corvina; Lincolnwood, [Ill.]. .
- Hungarian: an essential grammar Hungarian: An Essential Grammar (2nd изд.). Routledge. 2009. ISBN 978-0-415-77737-7.. Rounds, Carol London; New York. .
- Hungarian: Descriptive grammar. Kenesei, István, Robert M. Vago, and Anna Fenyvesi London; New York. Hungarian. Routledge. 1998. ISBN 978-0-415-02139-5..
- Hungarian Language Learning References (including the short reviews of three of the above books)
- Noun Declension Tables – HUNGARIAN. Budapest: Pons. Klett. Hegedűs, Rita (2006). Nyelvtanulás PONS könyvekkel. Klett. ISBN 978-963-9641-04-4.
- Verb Conjugation Tables – HUNGARIAN. Budapest: Pons. Klett. Hegedűs, Rita (2006). Nyelvtanulás PONS könyvekkel. Klett. ISBN 978-963-9641-03-7.

### Друго
- Abondolo, Daniel Mario (1988). Hungarian Inflectional Morphology. ISBN 978-963-05-4630-0.. Akadémiai publishing. Budapest.
- Balázs, Géza: The Story of Hungarian. A Guide to the Language. 1997. ISBN 978-963-13-4362-5.. Translated by Thomas J. DeKornfeld. Corvina publishing. Budapest.
- Stephanides, Éva H. (ed.): Contrasting English with Hungarian. 1986. ISBN 978-963-05-3950-0.. Akadémiai publishing. Budapest.